# Yakoruda
Yakoruda (en búlgaro: Якору̀да) es una ciudad de Bulgaria, capital del municipio homónimo en la provincia de Blagóevgrad.

## Geografía
Se encuentra a una altitud de 905 m s. n. m. a 141 km de la capital nacional, Sofía.

## Demografía
Según estimación 2012 contaba con una población de 5 224 habitantes.
|         | 2004  | 2005  | 2006  | 2007  | 2008  | 2009  | 2010  |
| Mujeres | 3 036 | 3 016 | 2 958 | 2 953 | 2 953 | 2 952 | 2 915 |
| Varones | 2 880 | 2 836 | 2 789 | 2 749 | 2 741 | 2 734 | 2 712 |
| Total   | 5 916 | 5 852 | 5 747 | 5 702 | 5 694 | 5 686 | 5 627 |